# Marko Kropywnyzkyj

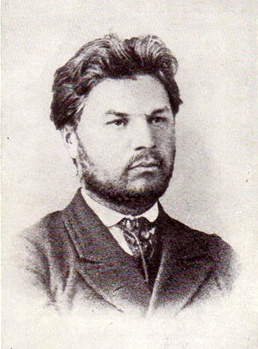
Marko Kropywnyzkyj

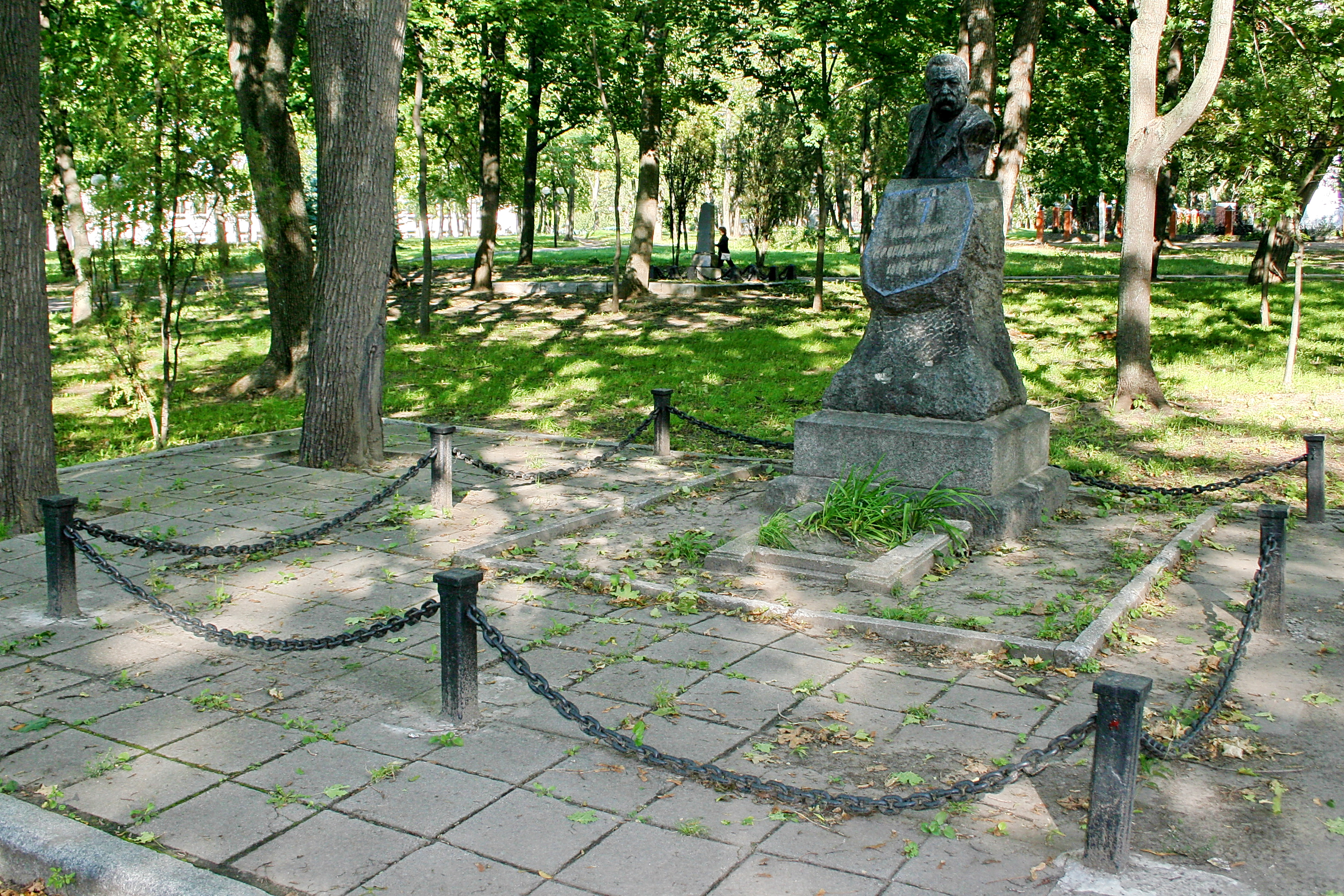
Das 1914 von F. P. Balawenski errichtete Denkmal am Grab von Marko Kropywnyzkyj in Charkiw

Marko Lukytsch Kropywnyzkyj (* 10. Maijul. / 22. Mai 1840greg. in Beschbairaky, Gouvernement Cherson, Russisches Kaiserreich; † 8. Apriljul. / 21. April 1910greg. im Gouvernement Cherson, Russisches Kaiserreich) war ein ukrainischer Schriftsteller, Regisseur, Dramatiker, Komponist und Theaterschauspieler. Kropywnyzkyj war einer der Gründer und Direktor des ersten professionellen ukrainischen Theaters in der damals russisch beherrschten Ukraine.

## Leben

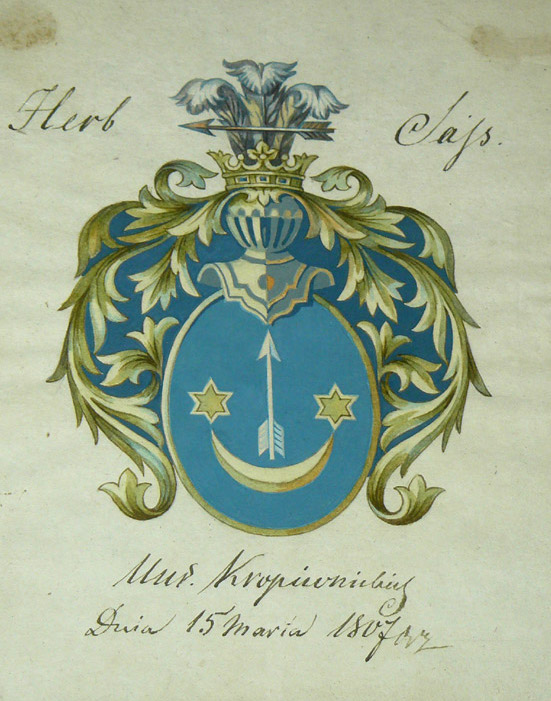
Wappen der Familie Kropywnyzkyj

Marko Kropywnyzkyj kam in einer adligen Familie im Dorf Beschbairaky, das später nach ihm in Kropywnyzke umbenannt wurde und heute in der ukrainischen Oblast Kirowohrad, Rajon Nowoukrajinka liegt, zur Welt.
1871 ging er an das professionelle Theater des russischen Volksschauspiels in Odessa und spielte dort vorwiegend die ukrainischen Charaktere. 

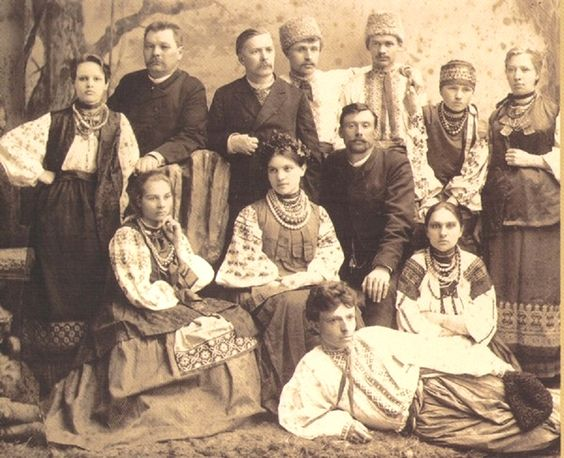
Marko Kropywnyzkyj, Mykola Lyssenko und Mykola Sadowskyj unter den Mitgliedern von Lyssenkos Kiewer Amateurchor, 1888

Die folgenden zehn Jahre war er mit der Theatergruppe unterwegs und spielte vor allem in Odessa, Charkiw, Cherson, Jelisawetgrad und Jekaterinoslaw, aber auch in Galizien (1875), auf der Krim und Sankt Petersburg (1874). 1882 gründete er eine eigene ukrainische professionelle Tourneetheatertruppe in Jelisawetgrad, welche die erste Theatertruppe dieser Art war. Mit ihr begann eine neue Epoche in der Geschichte des ukrainischen Theaters. Sie veranstaltete eine gefeierte Tournee durch ukrainische und russische Städte und erhielt sowohl von ukrainischer als auch russischer Seite gute Kritiken. In seinem Theater trat unter anderem Mykola Woronyj, Panas Saksahanskyj, Iwan Karpenko-Karyj, Marija Sankowezka, Marija Sadowska-Barilotti und Mychajlo Staryzkyj auf.
Kropywnyzkyj war ein Freund von Ilja Repin, der ihn, einer Darstellung nach, in seinem Gemälde Die Saporoger Kosaken schreiben dem türkischen Sultan einen Brief verewigte. Marko Kropywnyzkyj starb 1910, als er sich auf dem Weg von Mykolajiw nach Charkiw befand, wo man ihn schließlich beisetzte.
Seine Tochter Oleksandra Kropywnyzka (Олександра Марківна Кропивницька 1888–1969) war eine bekannte Opern- und Kammersängerin.
Seit Juli 2016 ist die zentralukrainische Großstadt Kropywnyzkyj, ehemals Kirowohrad, nach ihm benannt.